# Карозино
Карозино (итал. Carosino) је насеље у Италији у округу Таранто, региону Апулија.
Према процени из 2011. у насељу је живело 6742 становника. Насеље се налази на надморској висини од 72 м.

## Становништво
| 1951. | 1961. | 1971. | 1981. | 1991. | 2001. | 2011. |
| ----- | ----- | ----- | ----- | ----- | ----- | ----- |
| 4.526 | 4.755 | 4.668 | 5.600 | 5.959 | 6.070 | 6.832 |

## Партнерски градови
- Maratea